# David Lancaster
David Lancaster est un producteur de cinéma et de télévision américain.

## Biographie
Après avoir été vice-president de Bold Films de 2006 à mars 2014, David Lancaster crée Rumble Films ,.

## Filmographie

### Cinéma
- 1986 : Goodnight Mother de Tom Moore
- 1988 : Two Idiots in Hollywood (en) de Stephen Tobolowsky
- 1993 : Tueuse à gage (Quick) de Rick King
- 1996 : Persons Unknown de George Hickenlooper
- 1996 : Terminal Justice de Rick King
- 1998 : The Sadness of Sex de Rupert Wainwright
- 1999 : Loving Jezebel de Kwyn Bader
- 2000 : Second Skin de Darrell Roodt
- 2002 : Lone Hero de Ken Sanzel
- 2003 : Consequence de Anthony Hickox
- 2004 : Blast de Anthony Hickox
- 2004 : Riding the Bullet de Mick Garris
- 2004 : Love Song de Shainee Gabel
- 2005 : Slipstream de David van Eyssen
- 2006 : Bobby de Emilio Estevez
- 2006 : The Breed de Nicholas Mastandrea
- 2008 : Middle of Nowhere de John Stockwell
- 2008 : Starship Troopers 3: Marauder de Edward Neumeier
- 2009 : The Hole de Joe Dante
- 2010 : Légion - L'Armée des anges de Scott Stewart
- 2011 : Drive de Nicolas Winding Refn
- 2013 : Heatstroke de Evelyn Purcell
- 2013 : Only God Forgives de Nicolas Winding Refn
- 2013 : Evidence de Olatunde Osunsanmi
- 2014 : Night Call de Dan Gilroy
- 2014 : Lost River de Ryan Gosling
- 2014 : Whiplash de Damien Chazelle
- 2015 : No Escape de John Erick Dowdle
- 2018 : Donnybrook de Tim Sutton
- 2019 : Brothers in Arms (Semper Fi) d'Henry-Alex Rubin

### Télévision
- 1985 : The Laundromat (téléfilm)
- 1993 : Scam (téléfilm)
- 1996 : Sans alternative (téléfilm)
- 1999 : Celle qui en savait trop (téléfilm)
- 1999 : Ne regarde pas sous le lit (téléfilm)
- 2002 : Pavement (téléfilm)
- 2002 : Borderline (téléfilm)
- 2002 : Federal Protection (téléfilm)
- 2004 : Dracula 3000 (téléfilm)
- 2014 : Dominion (série télévisée)
- 2014 : Black Box (série télévisée)

## Distinctions

### Récompenses
- AFI Awards 2015 : Film de l'année pour Night Call et pour Whiplash

### Nominations
- Oscars 2015 : Nomination de Whiplash pour l'Oscar du meilleur film